# لئوناردو زامورا
لئوناردو زامورا (انگلیسی: Leonardo Zamora؛ زادهٔ ۱۴ دسامبر ۱۹۷۵) بازیکن سابق و مربی فوتبال متولد شیلی اهل فلسطین است.
از باشگاه‌هایی که در آن بازی کرده است می‌توان به باشگاه فوتبال رئال سالت لیک، باشگاه فوتبال سموحه، باشگاه فوتبال یونیورسیداد شیلی، و باشگاه فوتبال اورتون وینیا دل مار اشاره کرد.
وی همچنین در تیم ملی فوتبال فلسطین بازی کرده است.